# Основний текст

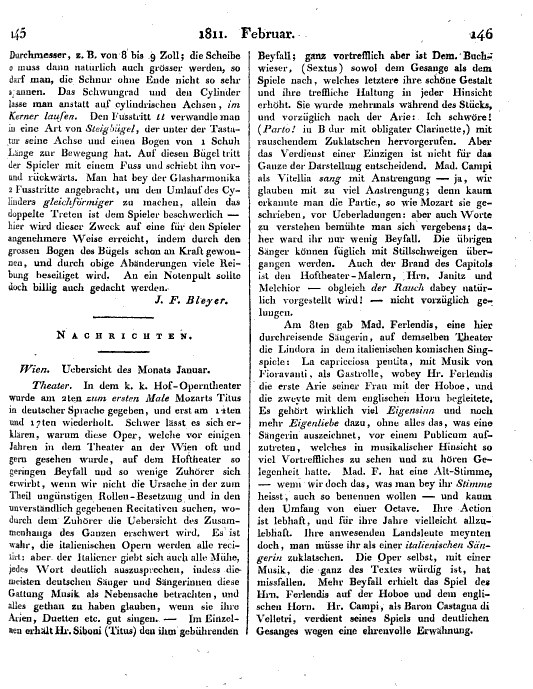
Типовий макет сторінки з основним текстом 1811 року, що включає колонтитули, колонцифри та кілька колонок тексту

Основни́й текст (також тіло тексту, суцільний текст; англ. body text, body copy, running text) — це текст, що становить основний зміст книги, журналу, вебсторінки або будь-якого іншого друкованого чи цифрового твору. Це поняття протиставляється як додатковим компонентам, таким як заголовки, зображення, діаграми, виноски тощо на кожній сторінці, так і сторінкам вступної частини, що передують книзі.
Термін «основний текст» має два дещо відмінні значення, залежно від контексту. Дизайнер книги, який займається загальною послідовністю книги, розглядає його як ті сторінки, що становлять більшу частину книги та містять тіло тексту. Верстальник, який натомість займається версткою тексту на сторінці, розглядає «основний текст» як ті частини головного тексту, що розміщені в колонках або вирівняні як абзаци, на відміну від заголовків та будь-яких зображень, що виносяться за межі основного тексту.

## Дизайн книги
Основна частина (англ. body matter) — це група сторінок, що містить тіло тексту книги. Перед нею йде вступна частина (англ. front matter), що містить титульні сторінки, зміст, видавничі метадані тощо. За нею слідує заключна частина (англ. back matter), яка включає додатки, посилання, вихідні дані, колофон тощо. Відмінність між основною частиною та іншими полягає в тому, що основна частина створюється автором, а вступна та заключна частини — видавцем (через дизайнера книги, укладача покажчика тощо). Це добре демонструє вступ: вступ, написаний автором, вважається частиною основного тексту, тоді як вступ від редактора чи іншого коментатора розміщується у вступній частині. У деяких технічних виданнях додатки настільки довгі та важливі, що є творчою роботою автора, а не просто компіляцією видавця. У такому випадку вони, як і вступ, можуть вважатися частиною основного тексту.
Свого часу книги випускалися як «книги-листи», де основний текст складався з розділів суцільного тексту без ілюстрацій. Якщо ілюстрації й були, вони були дорогими, тому вклейки з ілюстраціями вставлялися окремими секціями, або в кінці основного тексту, або групувалися в межах зошитів. Розвиток друку на початку 20-го століття, і особливо розвиток газетного дизайну та включення фотографій, сприяв появі «книги з картинками», де зображення змішувалися з текстом і ставали частиною самого основного тексту (хоча в більшості випадків це все ще було поза абзацами основного тексту верстальника).

## Верстка
Верстка основного тексту — це робота друкаря та його верстальника. Верстка інших частин, вступної частини та сторінок основного тексту, що потребують специфічного дизайну макета, якщо дозволяє бюджет, є завданням дизайнера книги.
Верстка основного тексту зазвичай вважається рутинною роботою: вона вимагає кваліфікації, але не є за своєю суттю творчою. Тому комп'ютерна верстка вперше була застосована саме до основного тексту. Це становило основну частину роботи, але водночас ту частину, яка вимагала найменшого людського творчого внеску.

### Стилі
Основний текст зазвичай верстають шрифтом із засічками, оскільки вони вважаються більш читабельними для тексту в щільних блоках, тоді як рубаний шрифт використовується для суміжних заголовків.